# DDL
Data Definition Language (DDL) (Мова визначення даних) — це сімейство комп'ютерних мов, що використовуються в комп'ютерних програмах або користувачами баз даних для опису структури даних. Вперше термін було використано в моделі бази даних CODASYL, де структура бази була описана Data Definition Language та визначала записи, поля, та «набори» («sets»), що являють собою користувацьку модель даних.
DDL мають свою функціональну здатність, організовану за початковим словом в заяві (запит), яке майже завжди є дієсловом.
У випадку з SQL ці дієслова:
- Create (Створити)
- Alter (Змінити)
- Drop (Видалити)